# Felix Schütz
Felix Schütz, född 3 november 1987 i Erding, är en tysk professionell ishockeyspelare som spelar för Kölner Haie i DEL.

## Spelarkarriär
Schütz draftades i den fjärde omgången, som 117:e spelare totalt, av Buffalo Sabres i NHL Entry Draft 2006. Schütz draftades från Saint John Sea Dogs i Quebec Major Junior Hockey League (QMJHL) efter att ha flyttat till Nordamerika från Tyskland och Landshut Cannibals.
Efter att ha avslutat sin andra säsong i QMJHL mellan Sea Dogs och Val-d'Or Foreurs återvände Schütz till Tyskland för att spela seniorhockey i DEL med ERC Ingolstadt. Schütz rookiesäsong 2007-08 resulterade i 12 mål och 25 poäng, något som gav honom ett treårigt kontrakt på ingångsnivå med Sabres den 7 maj 2008.
Schütz spenderade de efterföljande två säsongerna i American Hockey League med Sabres farmarlag Portland Pirates. Trots att han hade möjligheten stanna en tredje säsong valde Schütz att spela i Tyskland och återvände till Ingolstadt på ett tvåårskontrakt den 20 oktober 2010.
Schütz gjorde det matchavgörande målet för Tyskland i förlängningen mot USA i öppningsomgången av ishockey-VM 2010. Han var med och tog OS-silver 2018.

## Spelarstatistik
| 2004–05    | Landshut Cannibals       | 2.EishockeyBL | 24  | 1  | 2  | 3  | 8   | 5  | 0 | 0  | 0  | 2  |
| 2005–06    | Saint John Sea Dogs      | QMJHL         | 65  | 21 | 31 | 52 | 61  | —  | — | —  | —  | —  |
| 2006–07    | Saint John Sea Dogs      | QMJHL         | 18  | 4  | 7  | 11 | 16  | —  | — | —  | —  | —  |
| 2006–07    | Val-d'Or Foreurs         | QMJHL         | 27  | 15 | 18 | 33 | 28  | 20 | 5 | 10 | 15 | 22 |
| 2007–08    | ERC Ingolstadt           | DEL           | 46  | 12 | 13 | 25 | 76  | 3  | 0 | 1  | 1  | 2  |
| 2008–09    | Portland Pirates         | AHL           | 78  | 15 | 27 | 42 | 61  | 5  | 1 | 1  | 2  | 2  |
| 2009–10    | Portland Pirates         | AHL           | 67  | 13 | 14 | 27 | 61  | 3  | 0 | 0  | 0  | 10 |
| 2010–11    | ERC Ingolstadt           | DEL           | 35  | 5  | 7  | 12 | 32  | 3  | 0 | 0  | 0  | 2  |
| 2011–12    | ERC Ingolstadt           | DEL           | 9   | 1  | 1  | 2  | 0   | —  | — | —  | —  | —  |
| 2011–12    | Kölner Haie              | DEL           | 37  | 10 | 20 | 30 | 34  | 6  | 3 | 2  | 5  | 2  |
| 2012–13    | Kölner Haie              | DEL           | 50  | 23 | 18 | 41 | 56  | 12 | 3 | 7  | 10 | 4  |
| 2013–14    | Admiral Vladivostok      | KHL           | 54  | 16 | 22 | 38 | 36  | 5  | 2 | 1  | 3  | 8  |
| 2014–15    | EHC München              | DEL           | 9   | 3  | 2  | 5  | 6   | —  | — | —  | —  | —  |
| 2014–15    | Admiral Vladivostok      | KHL           | 15  | 3  | 4  | 7  | 16  | —  | — | —  | —  | —  |
| 2014–15    | Avangard Omsk            | KHL           | 12  | 2  | 2  | 4  | 4   | 11 | 1 | 0  | 1  | 25 |
| 2015–16    | Dinamo Riga              | KHL           | 11  | 1  | 1  | 2  | 8   | —  | — | —  | —  | —  |
| 2015–16    | Torpedo Nizjnij Novgorod | KHL           | 12  | 0  | 2  | 2  | 25  | —  | — | —  | —  | —  |
| 2015–16    | Rögle BK                 | SHL           | 11  | 4  | 2  | 6  | 0   | —  | — | —  | —  | —  |
| AHL totalt | AHL totalt               | AHL totalt    | 145 | 28 | 41 | 69 | 122 | 8  | 1 | 1  | 2  | 12 |